# Mycetophila freemani
Mycetophila freemani är en tvåvingeart som beskrevs av Lane 1948. Mycetophila freemani ingår i släktet Mycetophila och familjen svampmyggor. Inga underarter finns listade i Catalogue of Life.